# 2Cellos (album)
2Cellos je istoimeni debitantski studijski album hrvatskih violončelista, 2Cellos. Objavljen je 10. lipnja 2011., pod okriljem diskografske kuće Sony Masterworks. U Hrvatskoj je ga je objavio Menart.
Album se na američkoj ljestvici albuma Billboard 200 prvo pojavio na 85. mjestu te na poziciji broj 1 Billboard Classical Albums ljestvice. U Hrvatskoj, album je osvanuo na prvoj poziciji top ljestvice najprodavanijih albuma.

## Popis pjesama
| 1.    | »Where the Streets Have No Name«    | 4:02 |
| 2.    | »Misirlou« (Tema iz Paklenog šunda) | 2:13 |
| 3.    | »Use Somebody«                      | 3:27 |
| 4.    | »Smooth Criminal«                   | 4:05 |
| 5.    | »Fragile«                           | 3:26 |
| 6.    | »Resistance«                        | 3:49 |
| 7.    | »Hurt«                              | 4:29 |
| 8.    | »Welcome to the Jungle«             | 3:08 |
| 9.    | »Human Nature«                      | 2:47 |
| 10.   | »Viva La Vida«                      | 3:41 |
| 11.   | »Smells Like Teen Spirit«           | 2:50 |
| 12.   | »With or Without You«               | 4:51 |
| 53:15 |                                     |      |

| Bonus pjesma s iTunes inačice albuma | Bonus pjesma s iTunes inačice albuma | Bonus pjesma s iTunes inačice albuma | Bonus pjesma s iTunes inačice albuma | Bonus pjesma s iTunes inačice albuma | Bonus pjesma s iTunes inačice albuma | Bonus pjesma s iTunes inačice albuma | Bonus pjesma s iTunes inačice albuma | Bonus pjesma s iTunes inačice albuma | Bonus pjesma s iTunes inačice albuma |
| Br.                                  | Skladba                              | Trajanje                             |                                      |                                      |                                      |                                      |                                      |                                      |                                      |
| ------------------------------------ | ------------------------------------ | ------------------------------------ | ------------------------------------ | ------------------------------------ | ------------------------------------ | ------------------------------------ | ------------------------------------ | ------------------------------------ | ------------------------------------ |
| 13.                                  | »Fields of Gold«                     | 2:54                                 |                                      |                                      |                                      |                                      |                                      |                                      |                                      |
| 56:09                                |                                      |                                      |                                      |                                      |                                      |                                      |                                      |                                      |                                      |

## Nagrade
| Godina | Nagrada | Kategorija               | Nominirani rad    | Rezultat  | Izvor |
| ------ | ------- | ------------------------ | ----------------- | --------- | ----- |
| 2012.  | Porin   | Najbolji inozemni album  | 2Cellos           | dobitnici | [ 5 ] |
| 2012.  | Porin   | Najbolja inozemna pjesma | "Smooth Criminal" | dobitnici | [ 5 ] |